# 散布半島
散布半島（日语：／ Chirippu-hantō，羅馬化：Poluostrov Chirip）是千島群島擇捉島西北部的半岛，被鄂霍次克海圍繞，長22公里，寬13公里，北散布山（1561米）和散布山（1587米）處於該半島。